# Larifugella zuluana
Larifugella zuluana is een hooiwagen uit de familie Triaenonychidae.